# Foc salvatge
Foc salvatge (títol original: Wilder Napalm) és una pel·lícula estatunidenca dirigida per Glenn Gordon Caron, estrenada l'any 1993. Ha estat doblada al català.

## Argument
Wallace i Wilder Foudroyant són dos germans que tenen un do de piroquinesia. Durant la seva infantesa, el seu poder parla causa accidentalment la mort d'un home, i els dos germans segueixen des d'aleshores camins separats. Wilder renuncia a utilitzar el seu poder, és bomber voluntari, es casa i prova de tenir una vida normal. Wallace utilitza el seu do en el marc d'una atracció de festes. Quan la fira arriba a la ciutat on viu Wilder, Vida, la dona de Wilder que té lleugeres tendències piròmanes, no és pas insensible a l'encant de Wallace. Els dos germans des de llavors rivalitzen pel cor de Vida.

## Repartiment
- Dennis Quaid: Wallace Foudroyant
- Arliss Howard: Wilder Foudroyant
- Debra Winger: Vida Foudroyant
- M. Emmet Walsh: el capità dels bombers
- Jim Varney: Rex

## Acollida
- Crítica: "Una comèdia molt original (...) imaginativa, barrejant arguments melodramàtics, fantàstics i còmics. Una cinta atípica, simpàtica i molt entretinguda"[3]
- El film només es va estrenar a 35 sales de cinema als Estats Units i va informar 84.859 $ al box-office americà.[4]
- Obté un 25% de critiques positives, amb una nota mitja de 3,7/10 i amb 8 critiques recollides, en el lloc Rotten Tomatoes.[5]